# Ogham
Cette page contient des caractères spéciaux ou non latins. S’ils s’affichent mal (▯, ?, etc.), consultez la page d’aide Unicode.
Pour l’article homonyme, voir Ogam Celticum.
L’ogham (écrit aussi oġam avec punctum delens ou ogam, prononcé « oh-am » en irlandais, « o-am » en gaélique écossais, et « oram » en vieil irlandais), ou écriture oghamique, est un alphabet antique utilisé principalement pour l'écriture de l'irlandais primitif (forme dite « orthodoxe », du IVe au VIe siècle), et plus tard pour le vieil irlandais (forme dite « scolastique » ou « scolaire », du VIe au IXe siècle).
On compte environ 400 inscriptions de forme orthodoxe sur des monuments en pierre en Irlande et en Grande-Bretagne. La majeure partie d'entre elles proviennent du sud de l'Irlande, principalement des comtés de Kerry, de Cork et de Waterford.
En dehors de l'Irlande, c'est dans le Pembrokeshire du pays de Galles qu'on en retrouve le plus.
La grande majorité de ces inscriptions sont des textes très courts, composés principalement de noms de personnes.
L'étymologie du mot ogham reste totalement incertaine. Dans son dictionnaire étymologique de la langue gaélique (1896), Alexander MacBain notait les formes archaïques « oghum » et « Ogma ma Elathan », c'est-à-dire le fils du savoir, l'équivalent gaélique d'Hercule, tiré probablement du même cognat que le nom du dieu gaulois Ogme,. Une autre origine possible est la racine gaélique og-úaim qui peut signifier « point de taille », se référant alors à la pointe d'une arme tranchante qui pouvait servir pour graver ces inscriptions.
La datation de cette écriture est tout aussi complexe. Sans doute apparaît-elle entre le IIIe et le Ve siècle, 
Ce système se compose originellement de vingt lettres (fid en vieil irlandais - pluriel : feda, qui signifie « arbre »), formant quatre groupes (aicme en vieil irlandais - pluriel : aicmí) de 5 lettres, composées de 1 à 5 encoches d'un même type. Plus tardivement, un cinquième groupe de cinq lettres a été ajouté. On nomme ces lettres forfeda ou « lettres supplémentaires ». Elles servirent peu dans les écrits, car elles représentent des phonèmes manquants ou d'origine étrangère. Dans l'Auraicept na n-Èces, on trouve la définition suivante de l'ogham : « Ceci est leur nombre. Il y a cinq groupes d'ogham et chaque groupe est composé de cinq lettres, chacune ayant de une à cinq encoches et on les distingue par leur orientation. Les orientations sont : à droite de la ligne centrale, à gauche de la ligne centrale, de part et d'autre de la ligne centrale, à travers la ligne centrale et autour de la ligne centrale. L'Ogham est construit comme un arbre. »
La plupart des textes gravés au moyen de l'ogham le sont en irlandais primitif et en vieil irlandais, mis à part quelques noms en langue picte, en vieux gallois, en vieux norrois et en latin (cf. Annales d'Inisfallen).
L'usage de cette écriture semble poser un problème. Deux hypothèses contradictoires existent : la première expose qu'elle était réservée aux représentants de la classe sacerdotale, les druides, qui privilégiaient par ailleurs la tradition orale ; l'écriture était proscrite en tant qu'archive ou moyen de transmission du savoir traditionnel parce que, par rapport à la parole, elle est morte et fixe éternellement ce qu'elle exprime. La seconde hypothèse, privilégie l'origine chrétienne de l'ogham.

## Origine
Les premières inscriptions en ogham datent environ du IVe siècle, mais James Carney (en) estime, quant à lui, que leur invention serait antérieure, sans doute du Ier siècle av. J.-C. Pour prouver ses dires, Carney fait référence au Táin Bó Cúailnge (la razzia des vaches de Cooley), épopée mythologique irlandaise retranscrite au XIe siècle, où le héros principal, Cúchulainn, possédait un char de combat. Or, ce type de véhicule n'était plus utilisé en Irlande après le Ier siècle av. J.-C. ; et dans cette épopée, Cúchulainn utilisait et maîtrisait l'ogham.
Au niveau archéologique, la majeure partie des écritures oghamiques, dites « classiques », retrouvées sur des pierres autour de la mer d'Irlande datent du Ve et VIe siècles, mais les phonèmes utilisés prouvent que cet alphabet est antérieur au Ve siècle. On peut aisément penser qu'avant l'écriture monumentale sur des pierres que l'histoire nous a laissée, il y a eu une période d'écriture sur des supports périssables comme le bois par exemple. C'est ce qui peut expliquer la perte de certains phonèmes comme úath (« H ») et straif (« Z » dans la tradition manuscrite, mais probablement « F » de « SW »), getal (représentant la nasale vélaire « NG » dans la tradition manuscrite mais étymologiquement probablement « GW ») qui font partie clairement du système linguistique mais qui ne sont pas attestés dans les inscriptions. Il semble donc que l'écriture oghamique soit calquée sur un autre système d'écriture. Certains considèrent même qu'il s'agit simplement d'un système de chiffrement. Düwel, en 1968 souligne la grande similitude avec les runes dites secrètes dont l'usage était uniquement cryptographique. La majeure partie des spécialistes pensent que les oghams proviennent de l'alphabet latin. Cette théorie est la plus facile à établir car à partir du IVe siècle, la langue latine commence à s'implanter dans ces régions, mais cette hypothèse ne résout pas le problème des lettres « H » et « Z » entre autres. Une seconde hypothèse, peu suivie aujourd'hui, est l'influence de la langue grecque, mais qui pose les mêmes problèmes que la langue latine. La troisième hypothèse est le lien avec les runes. Cette hypothèse permet de résoudre le problème des phonèmes spécifiques (« U » vs « W » en particulier qui est inconnu dans les langues gréco-latines), mais l'influence des runes ne s'était pas encore répandue en Europe continentale au IVe siècle.

## L'alphabet

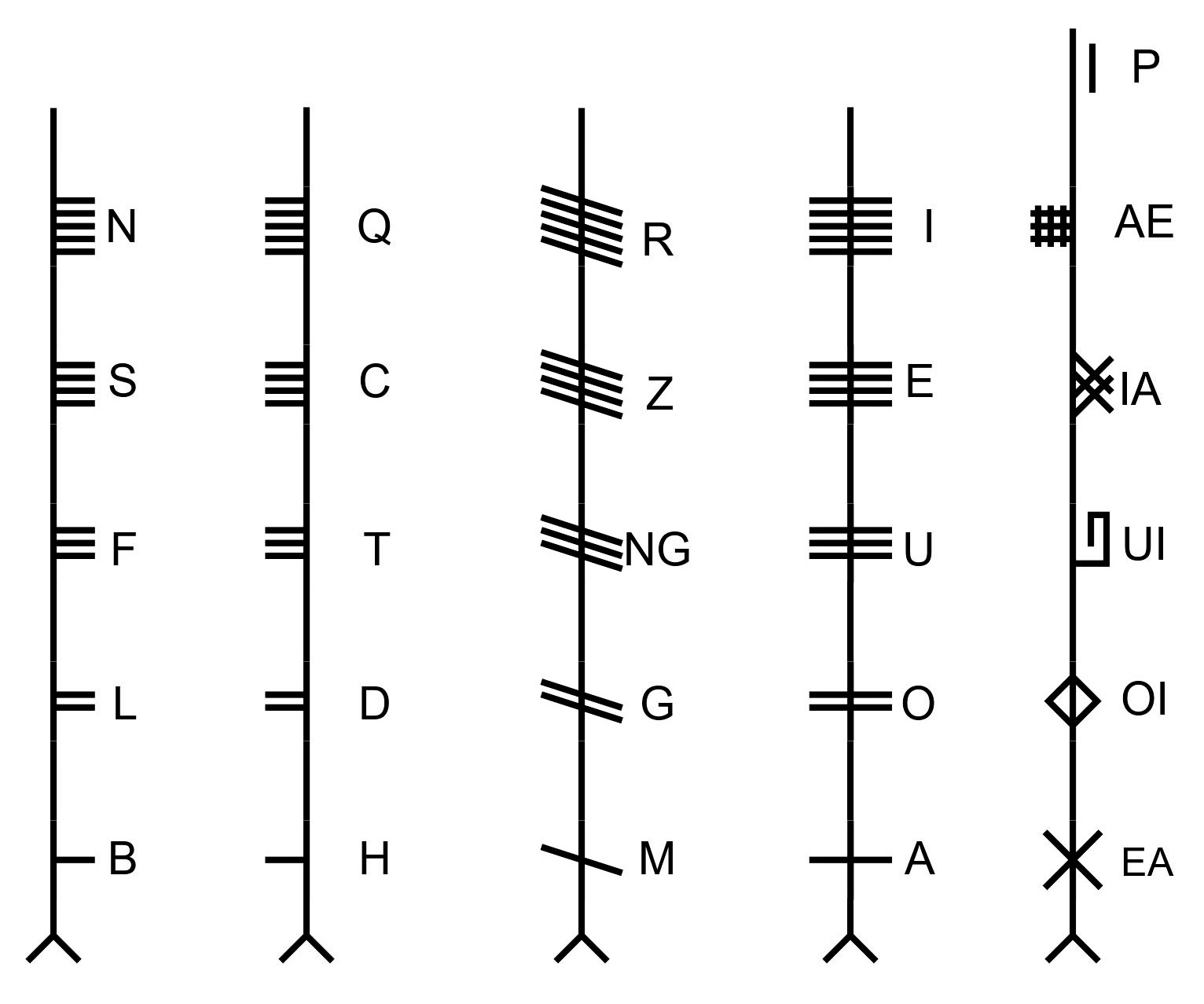
Les quatre familles (aicmí) avec cinq lettres chacune et six lettres supplémentaires (forfeda)

L'alphabet comprend donc vingt lettres différentes, divisées en quatre familles (aicmí, pluriel de aicme). Chaque aicme était nommée d'après sa première lettre : Aicme Beith, Aicme (H)úath, Aicme Muin, Aicme Ailm. D'autres lettres ont été ajoutées dans certains manuscrits, à une époque plus tardive, et sont appelées forfeda.
| Lettre                            | Nom en vieil irlandais | Transcription latine | Phonème                     | Traduction du nom       | Interprétation médiévale |
| Aicme B                           | Aicme B                | Aicme B              | Aicme B                     | Aicme B                 | Aicme B                  |
| --------------------------------- | ---------------------- | -------------------- | --------------------------- | ----------------------- | ------------------------ |
| ᚁ                                 | Beith                  | B                    | \b\                         | Bouleau                 | Bouleau                  |
| ᚂ                                 | Luis                   | L                    | \l\                         | Flamme / herbe          | Sorbier                  |
| ᚃ                                 | Fearn                  | F                    | \w\ puis \f\                | Aulne                   | Aulne                    |
| ᚄ                                 | Saille                 | S                    | \s\                         | Saule                   | Saule                    |
| ᚅ                                 | Nuin / nin             | N                    | \n\                         | Fourche / grenier       | Frêne                    |
| Aicme H                           |                        |                      |                             |                         |                          |
| ᚆ                                 | Úath                   | H                    | \u\ puis \j\                | Peur / terreur          | Aubépine                 |
| ᚇ                                 | Duir                   | D                    | \d\                         | Chêne                   | Chêne                    |
| ᚈ                                 | Tinne                  | T                    | \t\                         | Barre / lingot          | Houx                     |
| ᚉ                                 | Coll                   | C / K                | \k\                         | Noisetier               | Noisetier                |
| ᚊ                                 | Ceirt                  | Q                    | \kʷ\                        | Buisson / chiffon       | Pommier                  |
| Aicme M                           |                        |                      |                             |                         |                          |
| ᚋ                                 | Muin                   | M                    | \m\                         | Cou / ruse / amour      | Vigne                    |
| ᚌ                                 | Gort                   | G                    | \g\                         | Champ                   | Lierre                   |
| ᚍ                                 | Gétal / ngéadal        | GG puis NG           | \gʷ\ puis \ŋ\               | Mort / meurtre          | Genêt / fougère          |
| ᚎ                                 | Straif                 | Z                    | \st\ / \ts\ / \sw\          | Soufre                  | Prunelier                |
| ᚏ                                 | Ruis                   | R                    | /r/                         | Rouge / rougeur         | Sureau                   |
| Aicme A                           |                        |                      |                             |                         |                          |
| ᚐ                                 | Ailm                   | A                    | \a\                         | Pin (?)                 | Épicéa, sapin            |
| ᚑ                                 | Onn                    | O                    | \o\                         | Frêne                   | Ajonc                    |
| ᚒ                                 | Úr / úir               | U                    | \u\                         | Terre / argile          | Bruyère                  |
| ᚓ                                 | Edad / edhadh          | E                    | \e\                         | (Terme inconnu)         | Peuplier / tremble       |
| ᚔ                                 | Idad / idhadh          | I                    | \i\                         | (Terme inconnu)         | If                       |
| Forfeda (lettres supplémentaires) |                        |                      |                             |                         |                          |
| ᚕ                                 | Ébad / éabhadh         | ÉA / CH puis ÉA / ÉO | \ea\ / \k\ puis \ea\ / \eo\ | (Terme inconnu)         | Tremble / buisson (?)    |
| ᚖ                                 | Ór / óir               | Ó puis ÓI / ÓE       | \o\ puis \oi\ / \oe\        | Or                      | Fusain / lierre          |
| ᚗ                                 | Uillenn / Uilleann     | ÚI puis ÚI / ÚA      | \ui\ puis \ui\ / \ua\       | Coude                   | Chèvrefeuille            |
| ᚘ                                 | Pín puis iphín / ifín  | P puis ÍO / ÍA       | \p\ puis \io\ / \ia\        | Épine (?)               | Groseille / épine        |
| ᚙ                                 | Eamhancholl            | X / CH puis AE       | \x\ puis \ae\               | « Jumeau du noisetier » | Jumeau du noisetier      |
| ᚚ                                 | Peith                  | P                    | \p\                         | [Pouleau]               | [Pouleau]                |

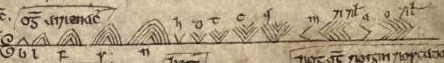
Logam airenach, extrait du Livre de Ballymote.

Il n'existait pas de fid pour retranscrire le /p/, puisque ce phonème avait disparu dès l'irlandais primitif (en). Ce n'est qu'avec l'arrivée des latins que cette lettre va être rajoutée (pour écrire Patrick par ex.) tout d'abord avec la forfeda pin puis, par la suite, en créant une nouvelle fid, nommée peith, d'après beith, avec transformation de la première consonne.

## Usage magique
Une littérature très abondante, surtout depuis le XIXe siècle, présente l'ogham comme un système magique et divinatoire, à l'usage des druides de l'antiquité. L'archéologie et les pierres monumentales qui sont arrivées jusqu'à nous tendraient plutôt à nous montrer le contraire, à savoir que l'ogham est simplement un système d'écriture facile à graver dans la pierre. Nombre d'auteurs ont confondu et mélangé la culture celte et la culture germano-scandinave dans le tout ésotérique de la période romantique, alors que ce sont deux cultures totalement différentes, même s'il a existé des ponts entre les deux. Ces mêmes auteurs ont voulu ainsi faire de l'ogham un système comparable aux runes, à la fois magique et divinatoire. Mais si l'on trouve indéniablement des formules magiques et des mots magiques dans les écritures runiques, ce n'est absolument pas le cas pour les écritures oghamiques, qui pour la grande majorité sont de simples épitaphes ou des mémoriaux. De plus, le rattachement de l'ogham à la pratique druidique n'est pas du tout un fait avéré ; il pourrait s'agir d'une écriture chrétienne. Cependant, les oghams ou ogam sont également attribués au Dieu Ogme qui en aurait été le créateur, et dans la mythologie celtique Cùchulainn, en aurait aussi l'usage et son mythe serait antérieur au premier siècle avant Jésus-Christ.
La culture druidique était avant tout, contrairement aux Anciens Scandinaves, une culture de la tradition orale.
L'usage de petits bâtons de bois gravés avec une lettre en ogham et servant comme une sorte de tarot divinatoire n'est pas une pratique druidique. C'est une invention moderne, copiée sur l'usage antique des runes.

## Unicode
L'ogham est codé dans l'intervalle U+1680 à U+169F (5 760 à 5 791 en décimal) d'Unicode depuis sa version 3.0 de septembre 1999. Les noms en anglais sont ceux normalisés dans ISO/IEC 10646 et Unicode et la norme irlandaise 434:1999.
| U+1680 (05760) OGHAM Espace U+1681 (05761) ᚁ OGHAM BEITH U+1682 (05762) ᚂ OGHAM LUIS U+1683 (05763) ᚃ OGHAM FEARN U+1684 (05764) ᚄ OGHAM SAIL U+1685 (05765) ᚅ OGHAM NION U+1686 (05766) ᚆ OGHAM UATH U+1687 (05767) ᚇ OGHAM DAIR U+1688 (05768) ᚈ OGHAM TINNE U+1689 (05769) ᚉ OGHAM COLL | U+168A (05770) ᚊ OGHAM CEIRT U+168B (05771) ᚋ OGHAM MUIN U+168C (05772) ᚌ OGHAM GORT U+168D (05773) ᚍ OGHAM NGEADAL U+168E (05774) ᚎ OGHAM STRAIF U+168F (05775) ᚏ OGHAM RUIS U+1690 (05776) ᚐ OGHAM AILM U+1691 (05777) ᚑ OGHAM ONN U+1692 (05778) ᚒ OGHAM UR U+1693 (05779) ᚓ OGHAM EADHADH | U+1694 (05780) ᚔ OGHAM IODHADH U+1695 (05781) ᚕ OGHAM EABHADH U+1696 (05782) ᚖ OGHAM OR U+1697 (05783) ᚗ OGHAM UILLEANN U+1698 (05784) ᚘ OGHAM IFIN U+1699 (05785) ᚙ OGHAM EAMHANCHOLL U+169A (05786) ᚚ OGHAM PEITH U+169B (05787) ᚛ OGHAM Début de texte U+169C (05788) ᚜ OGHAM Fin de texte |

| en fr  | 0 | 1 | 2 | 3 | 4 | 5 | 6 | 7 | 8 | 9 | A | B | C | D | E | F |
| ------ | - | - | - | - | - | - | - | - | - | - | - | - | - | - | - | - |
| U+1680 |   | ᚁ | ᚂ | ᚃ | ᚄ | ᚅ | ᚆ | ᚇ | ᚈ | ᚉ | ᚊ | ᚋ | ᚌ | ᚍ | ᚎ | ᚏ |
| U+1690 | ᚐ | ᚑ | ᚒ | ᚓ | ᚔ | ᚕ | ᚖ | ᚗ | ᚘ | ᚙ | ᚚ | ᚛ | ᚜ |   |   |   |